# Villavieja del Lozoya
Villavieja del Lozoya è un comune spagnolo di 188 abitanti situato nella comunità autonoma di Madrid.